# Finmar
Finmar var en finländsk motorbåtstillverkare.

## Modeller
Motorbåtar
- 420 V Courier
- 510 V Hardtop
- 510 V Sportsman
- 510 V Daycruiser
- 800 Family
- Admiral
- Captain
- Commodore
- Courier
- Fair Lady
- Finmaster
- Handy
- Hardtop
- Sea Cabin
- Seafellow
- Sportsman

Listan är ungefärlig, baserad på sokbat.se